# 奥卢米德·奥德杰
奥卢米德·奥德杰（英語：Olumide Oyedeji，1981年5月11日—），生于伊巴丹，尼日利亚职业篮球运动员，效力过NBA联盟，现效力于中国篮球职业联赛，司职中锋。

## 早年生涯
奥德杰是一位身高6英尺10英寸的中锋，生长于尼日利亚，1997年前一直在国内联赛打球，获得过尼日利亚联赛的最有价值球员。1997年-99年，他先后效力过俄罗斯和德国联赛的球队。

## NBA生涯
在2000年NBA选秀中奥德杰在第二轮第42顺位被西雅图超音速选中，2000–2002年的两个赛季他效力于超音速队，总共出场66次取得场均1.5分和2.2个篮板。2002-03赛季的奥兰多魔术队也短暂的效力过一段时间，出场27次取得场均1分和1.9个篮板的数据。他有着出众的身体和弹跳能力，但是进攻手段较为粗糙，是个出色的篮板手但是进攻能力较弱。

## 海外联赛国际球员
2002-03赛季后，未能在球队有很好发展的他离开了NBA，2003年10月-12月的三个月间他先后在希腊、英格兰、斯洛文尼亚联赛短暂的效力过。奥德杰在2004-05赛季年加盟了CBA联赛的北京首钢鸭队，一个赛季后加盟了波多黎各联赛的Cangrejero de Santurce队，随后于2005年11月签约韩国的三星讯雷队直到2007赛季，其间还短暂的重返过波多黎各联赛。
2005-07赛季的奥德杰在韩国KBL联赛效力了两个赛季，作为球队的核心球员带领三星讯雷赢得了联赛冠军，并且夺得联赛MVP。在韩国联赛的两个赛季奥德杰都入选了KBL全明星赛和联赛最佳阵容。2007-08赛季北京首钢鸭队在CBA外援选秀中首轮摘下奥德杰，这也是他第二次加盟北京队。在2007年10月17日NBA中国赛中，奥德杰入选中国CBA明星队对阵他曾经效力过的NBA球队奥兰多魔术队，比赛中他拿到了全队最高的25分，最终CBA明星队以92-116负于魔术。

## 个人经历
- 生长于尼日利亚，在家乡打球至1997年
- 1997-98赛季，加盟俄罗斯莫斯科迪纳莫篮球队
- 1998-99赛季，效力于德国维尔茨堡队至1999-00赛季
- 2000年，在2000年NBA选秀中第二轮第42顺位被西雅图超音速选中
- 2002年7月，签约奥兰多魔术
- 2003年10月，签约希腊联赛伊利塞高斯队，赛季末加盟英格兰布莱顿熊队
- 2003年12月，签约斯洛文尼亚卢布尔雅那奥林匹亚队
- 2004年1月，加盟CBA联赛北京首钢队
- 2005年4月，加盟波多黎各Cangrejero de Santurce队
- 2005年11月，签约韩国KBL联赛首尔三星雷电队
- 2006年5月，重返波多黎各Cangrejero de Santurce队
- 2006-07赛季，再次签约首尔三星雷电队
- 2007-08赛季，重回CBA联赛北京首钢队

## 个人荣誉
- 1996-97赛季，尼日利亚联赛MVP
- 1998-99赛季，入选德国联赛全明星赛
- 1999-00赛季，第二次入选德国联赛全明星赛
- 1998-99赛季，的德国联赛扣篮大赛冠军
- 1999-00赛季，德国联赛全明星赛MVP
- 1999年和2000年，入选Nike篮球训练营世界组
- 2005年，NBA拉斯维加斯夏季联赛全明星第二阵容
- 2006年，入选韩国联赛全明星赛
- 2007年10月，入选中国CBA明星队参加对阵魔术队的NBA中国赛
- 奥德杰是尼日利亚国家队成员[4]